# اکسلسیور استیتس، میسوری
اکسلسیور استیتس (به انگلیسی: Excelsior Estates) یک روستا (ایالات متحده آمریکا) در ایالات متحده آمریکا است که در میزوری واقع شده‌است.
 اکسلسیور استیتس ۰٫۶۲ کیلومتر مربع مساحت و ۱۴۷ نفر جمعیت دارد و ۳۱۱ متر بالاتر از سطح دریا واقع شده‌است.